# CHAiLD
CHAiLD, eigentlich Adriano Lopes da Silva (* 30. September 1998 in Luxemburg) ist ein luxemburgischer Elektropopsänger.

## Leben und Wirken
Chaild hat italienische und portugiesische Wurzeln, deren Musikkulturen ihn auch geprägt haben. 
Schon als Kind bekam er Klavierunterricht, ab dem dreizehnten Lebensjahr begann er mit dem Schreiben von Liedern, später nahm er Gesangsunterricht. Er gewann das Luxemburger Musikfestival Screaming Fields. Seit 2016 war mit dem Künstlernamen Adriano unterwegs, 2019 erfolgte seine Umbenennung in den Künstlernamen Chaild. Er studierte an der Hochschule für darstellende Künste in Liverpool. 
Sein Lied Night Call landete 2023 auf dem ersten Platz der luxemburgischen Musikcharts und hielt sich dort 15 Wochen. Auch konnte er in Deutschland einen Auftritt in Trier vorweisen.
2024 nahm er an Luxemburgs Vorentscheid zum Eurovision Song Contest teil, mit dem Song Hold on.
Er lebt abwechselnd in Strassen und in Brüssel. 

## Werk (Auswahl)

### Album
- Urgent Care, 2023.

### Singles (Auswahl)
- Raindrops, 2020
- Ocean Boy, 2021
- Italo Daddy, 2022
- Night Call, 2023
- Hold on, 2024